# Brakkensliert

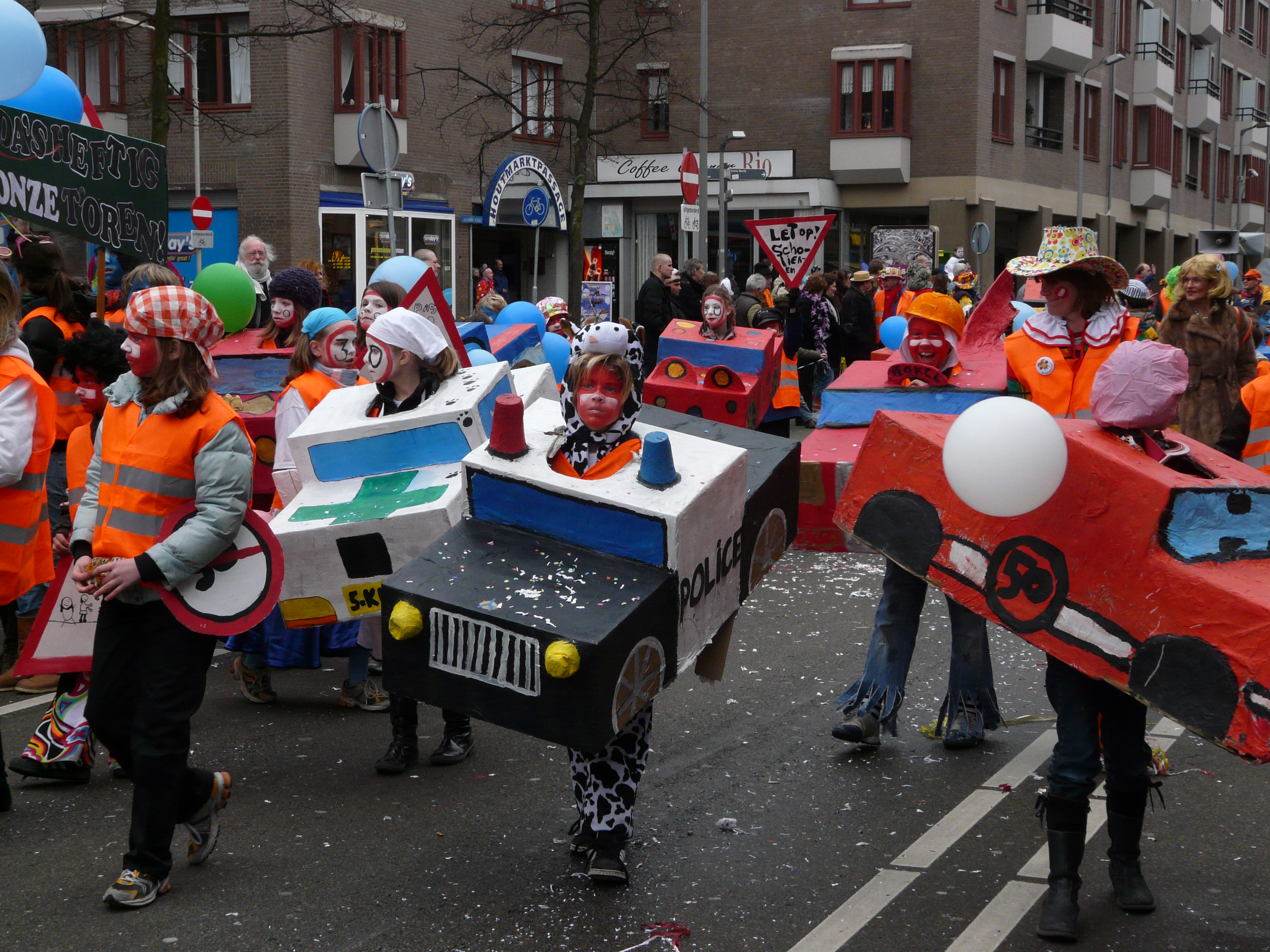
Brakkensliert 2009

Brakkensliert is de aparte carnavalsoptocht voor de kinderen, de Brakken genoemd, in het centrum van de Nederlandse stad Breda.
De Brakkensliert bestaat sinds 1955 voor alle kinderen tot en met 16 jaar en wordt door de BCV verzorgd. De Brakkensliert wordt gehouden op zondagmiddag door Breda Centrum. Deze optocht is speciaal bedoeld voor de jeugdigen en kinderen van Breda. Er doen zowel individuele kinderen als groepen met veel basisscholen mee in de optocht. Ook Prins Carnaval en zijn gevolg zijn erbij aanwezig.
Aan het eind van de Brakkensliert is er het Brakkenbal, tegenwoordig gehouden in het Chassé Theater. Daar vindt ook de prijsuitreiking plaats.

## Galerij

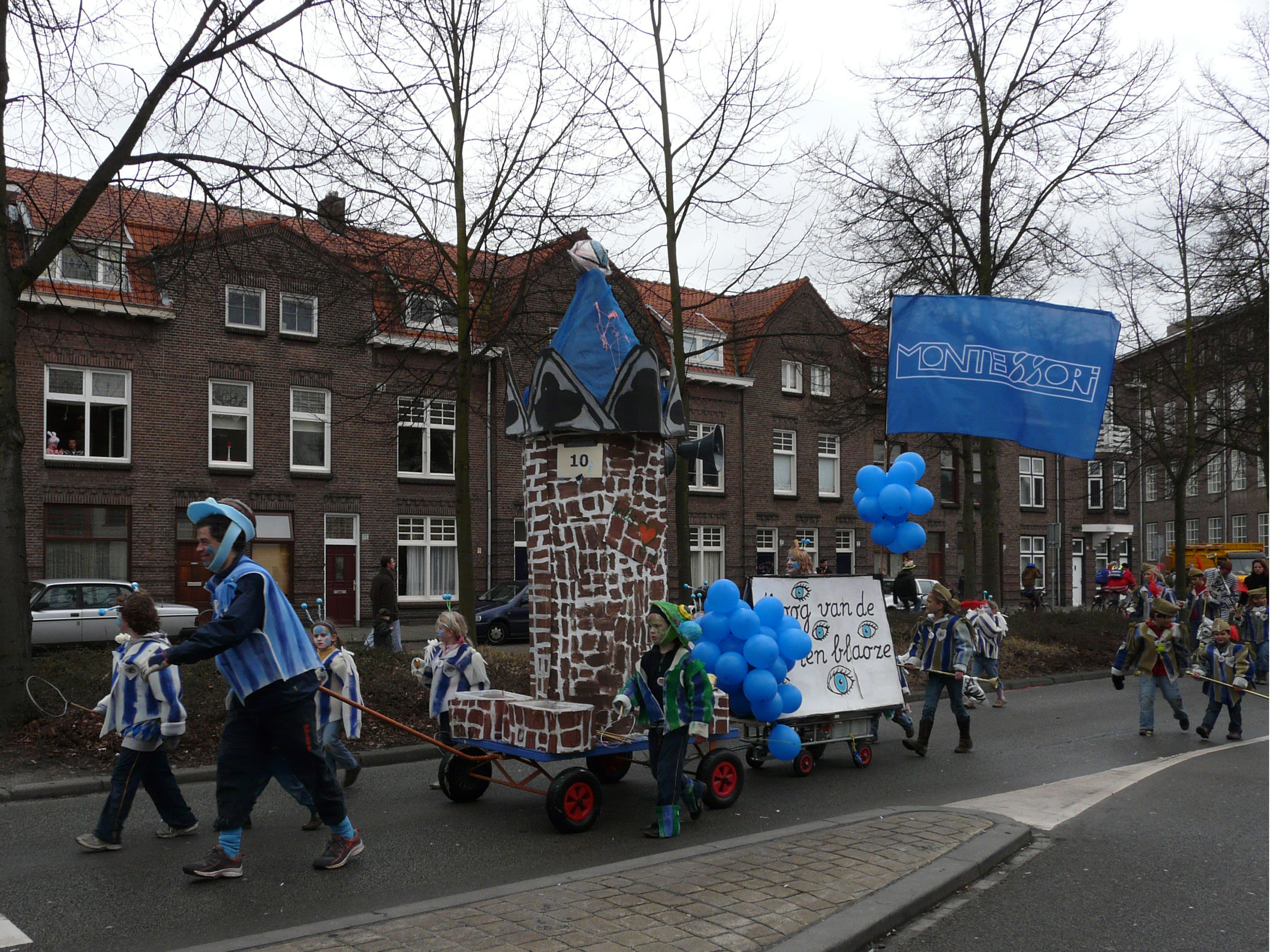
Brakkensliert 2009
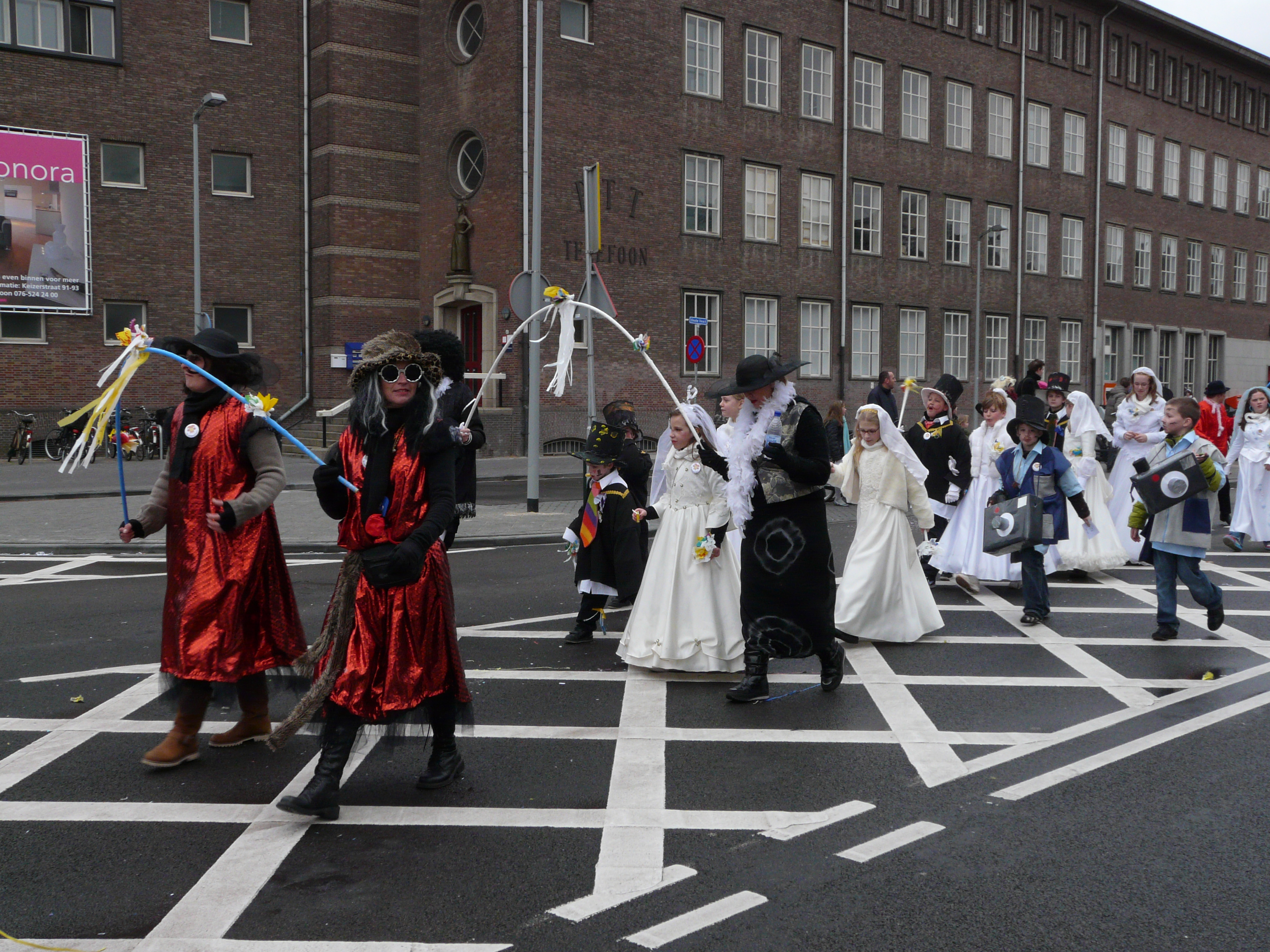
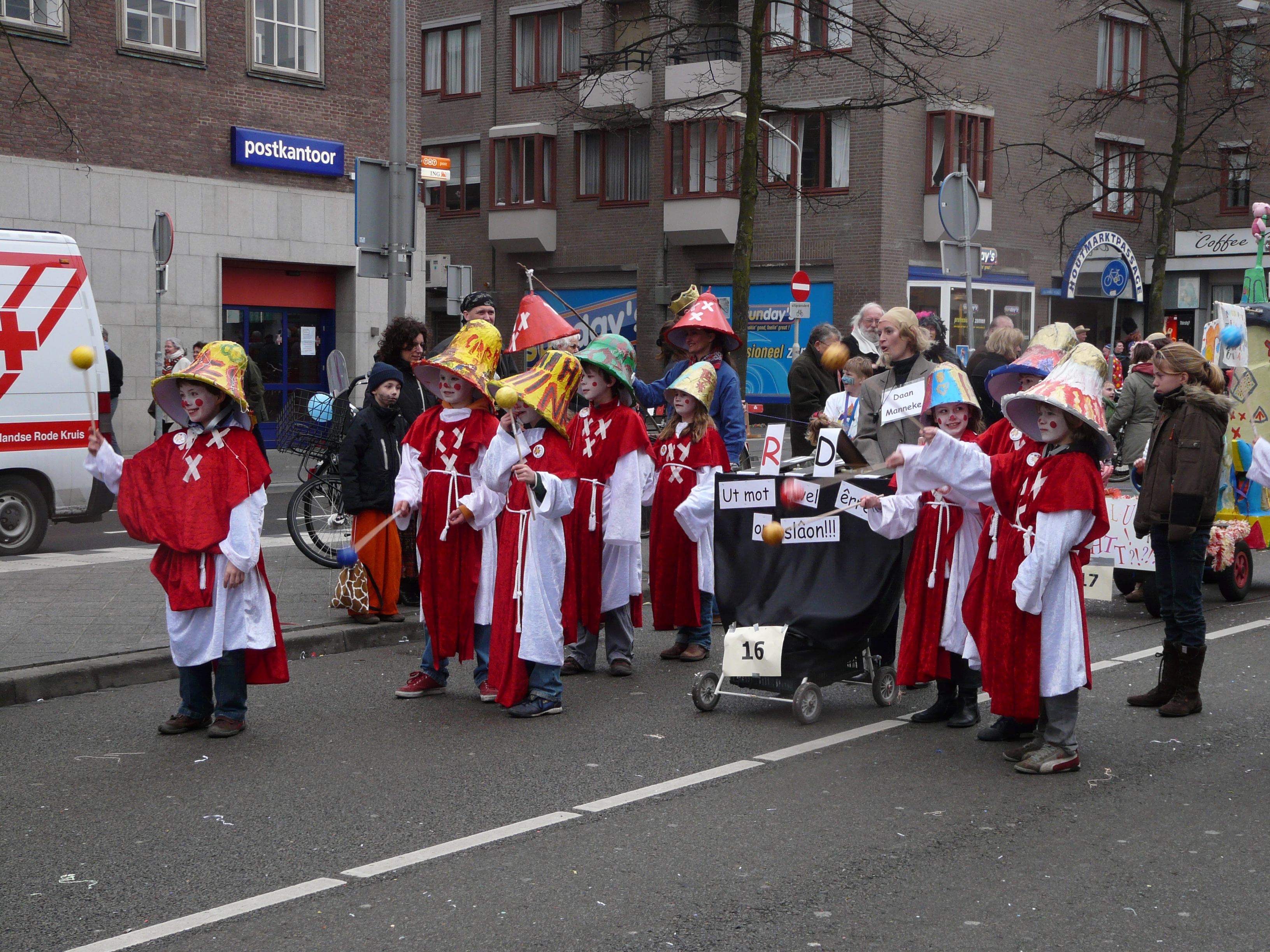
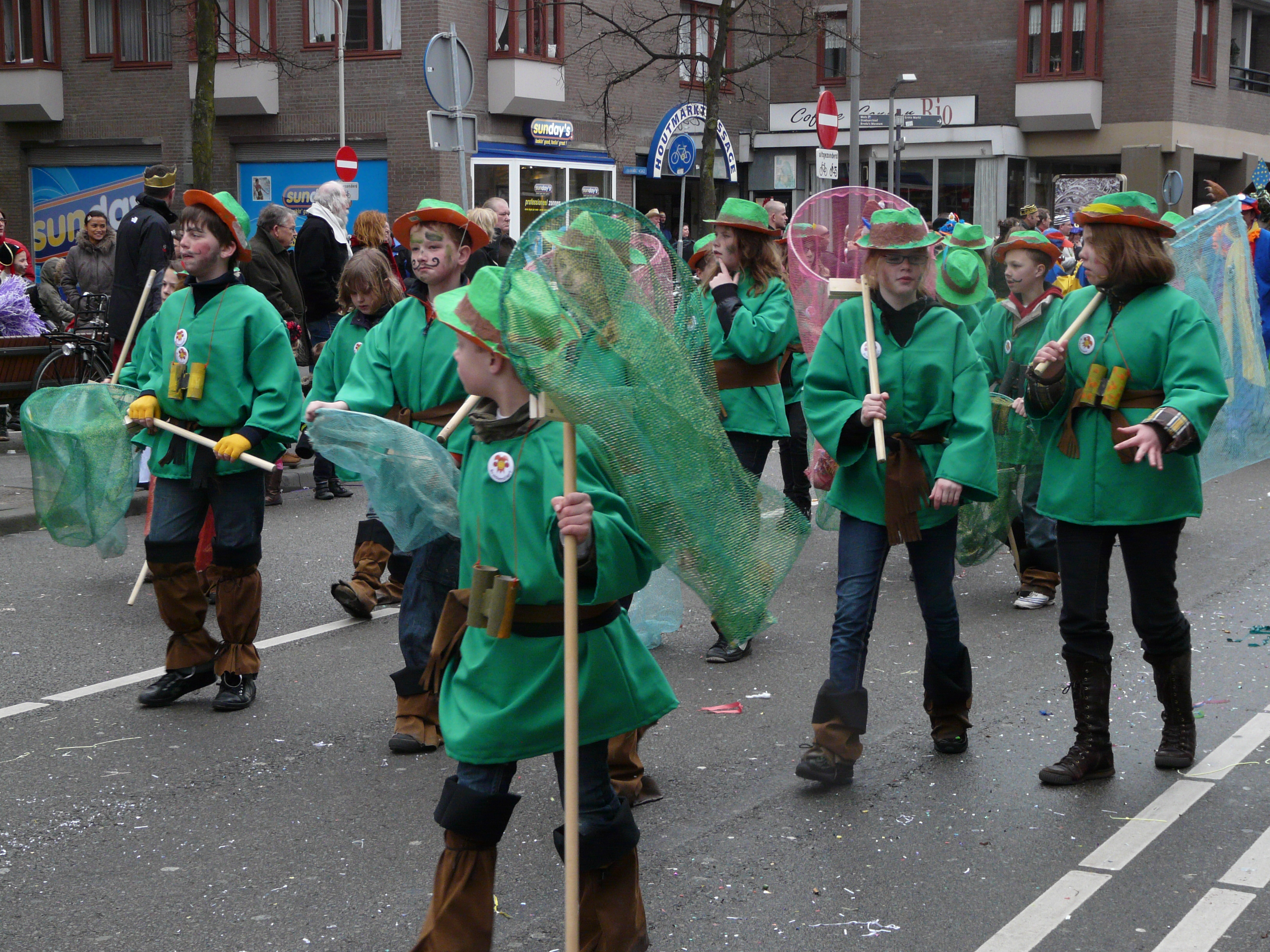
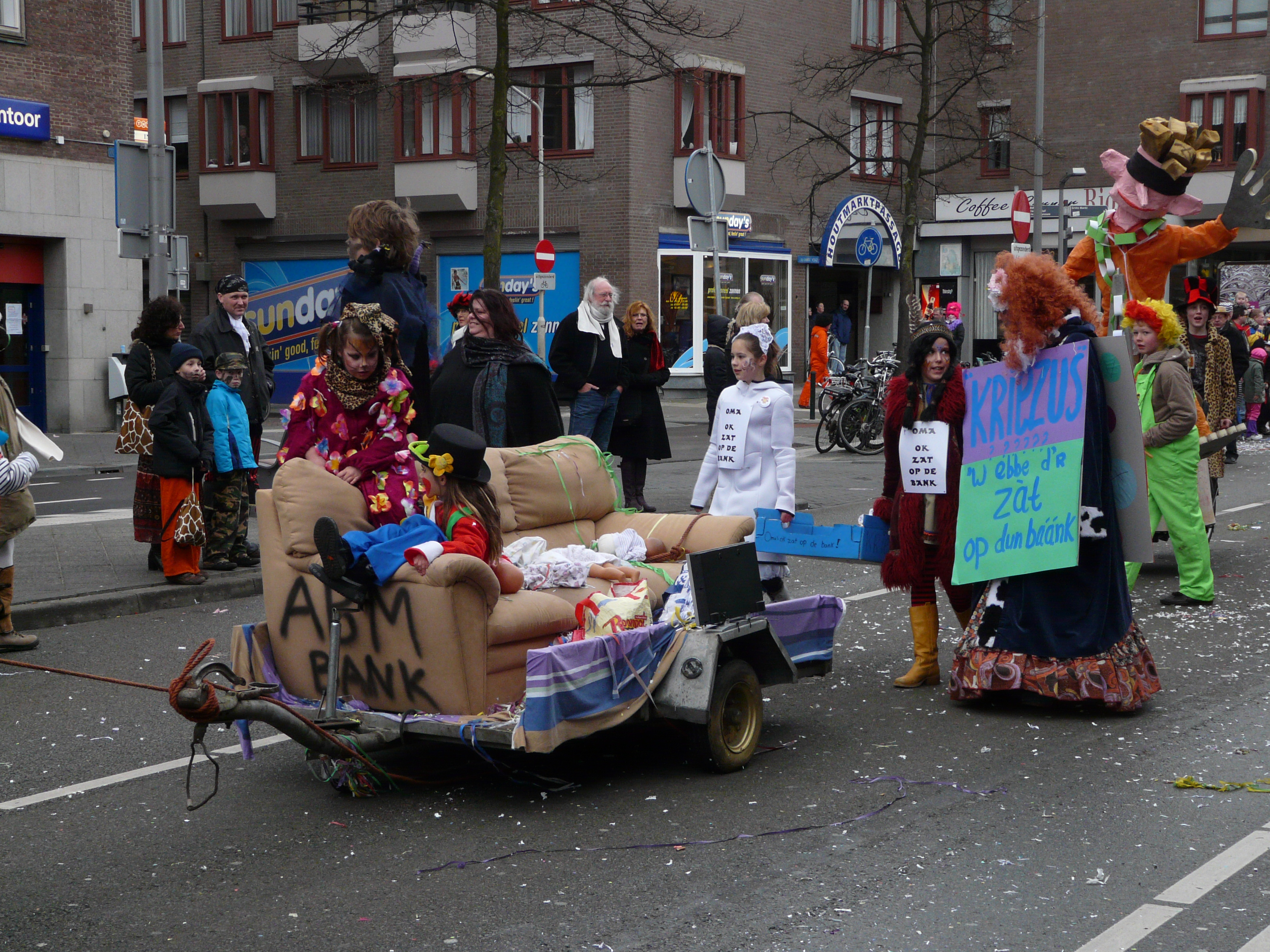
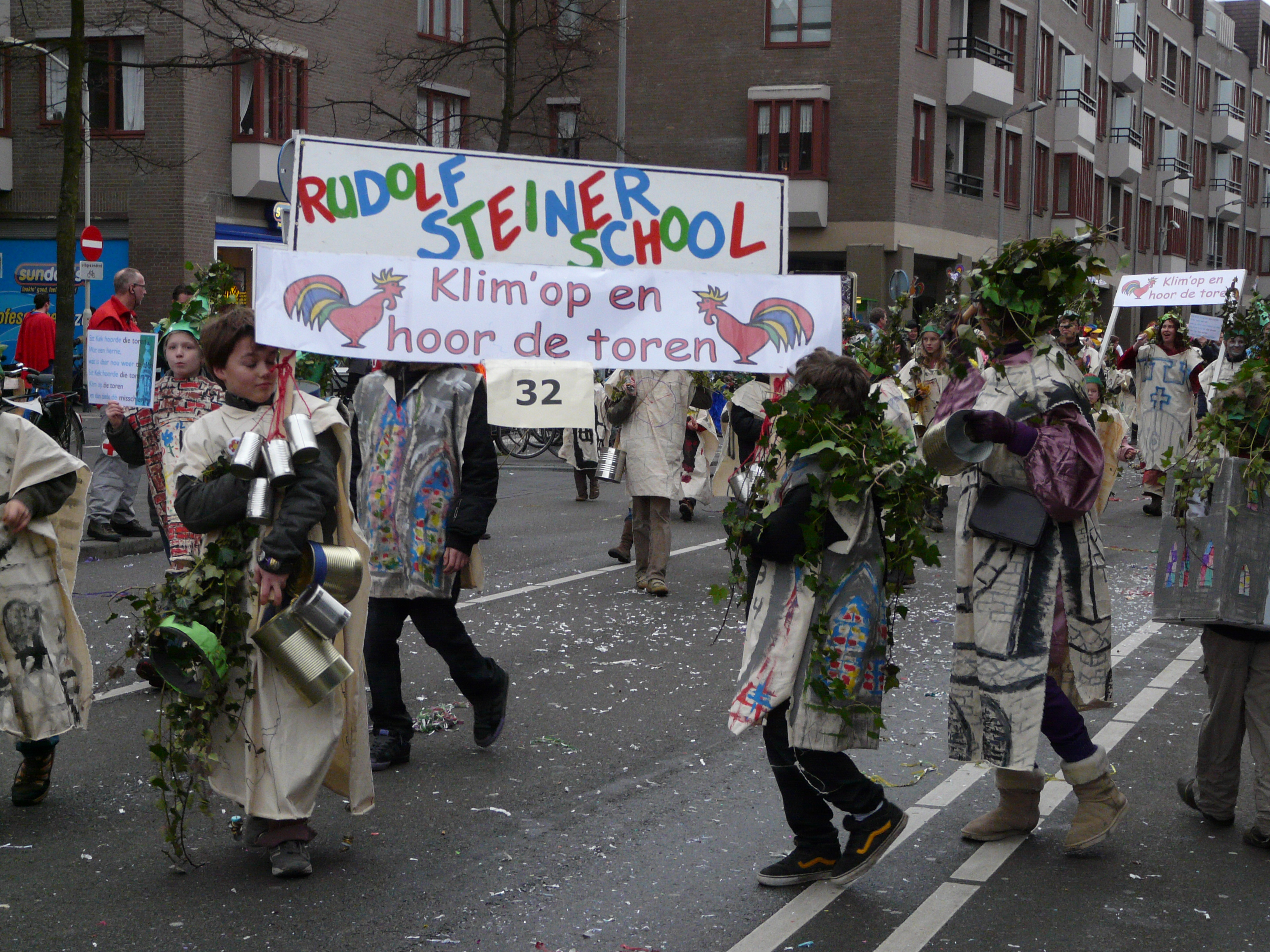
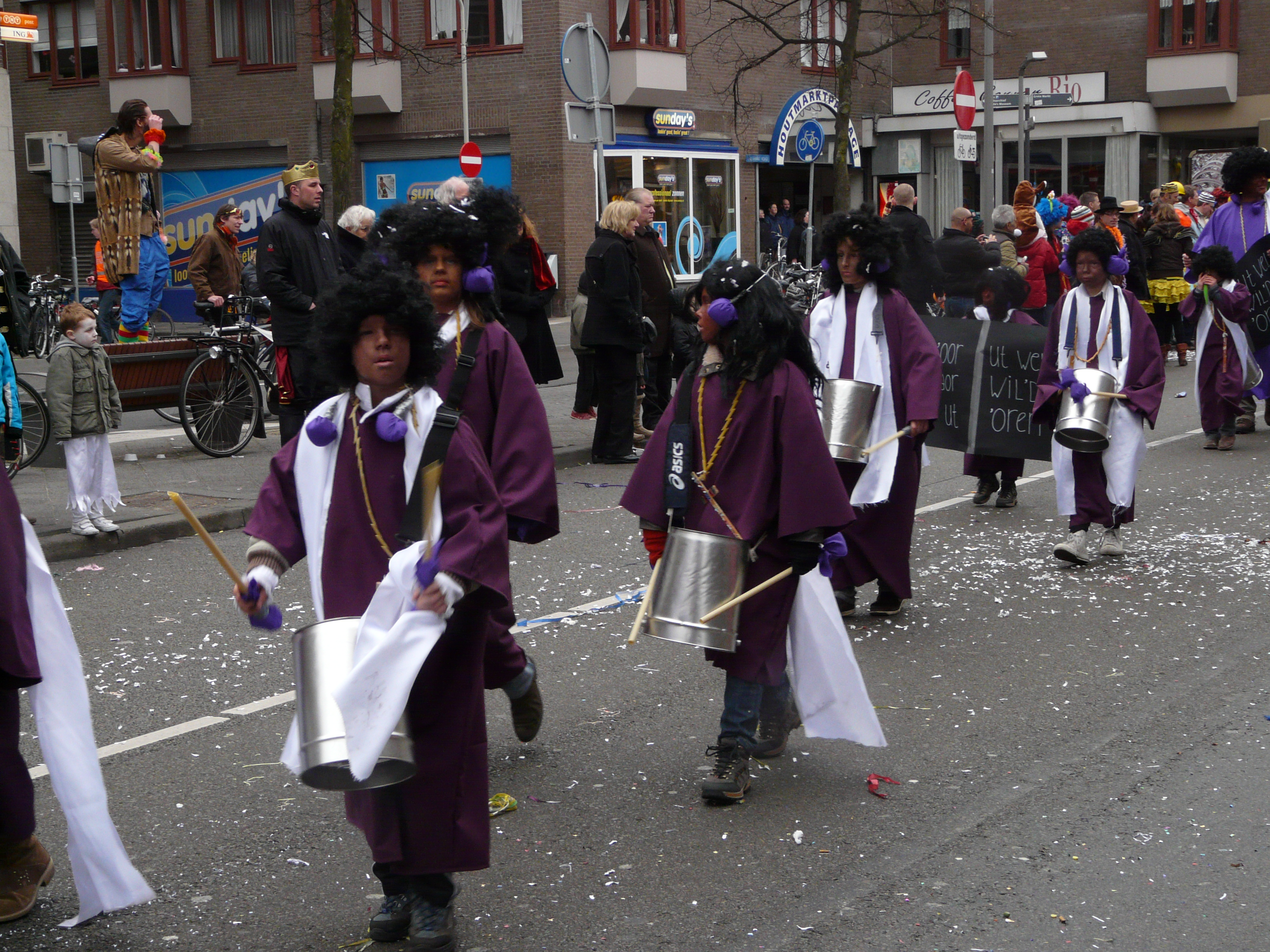
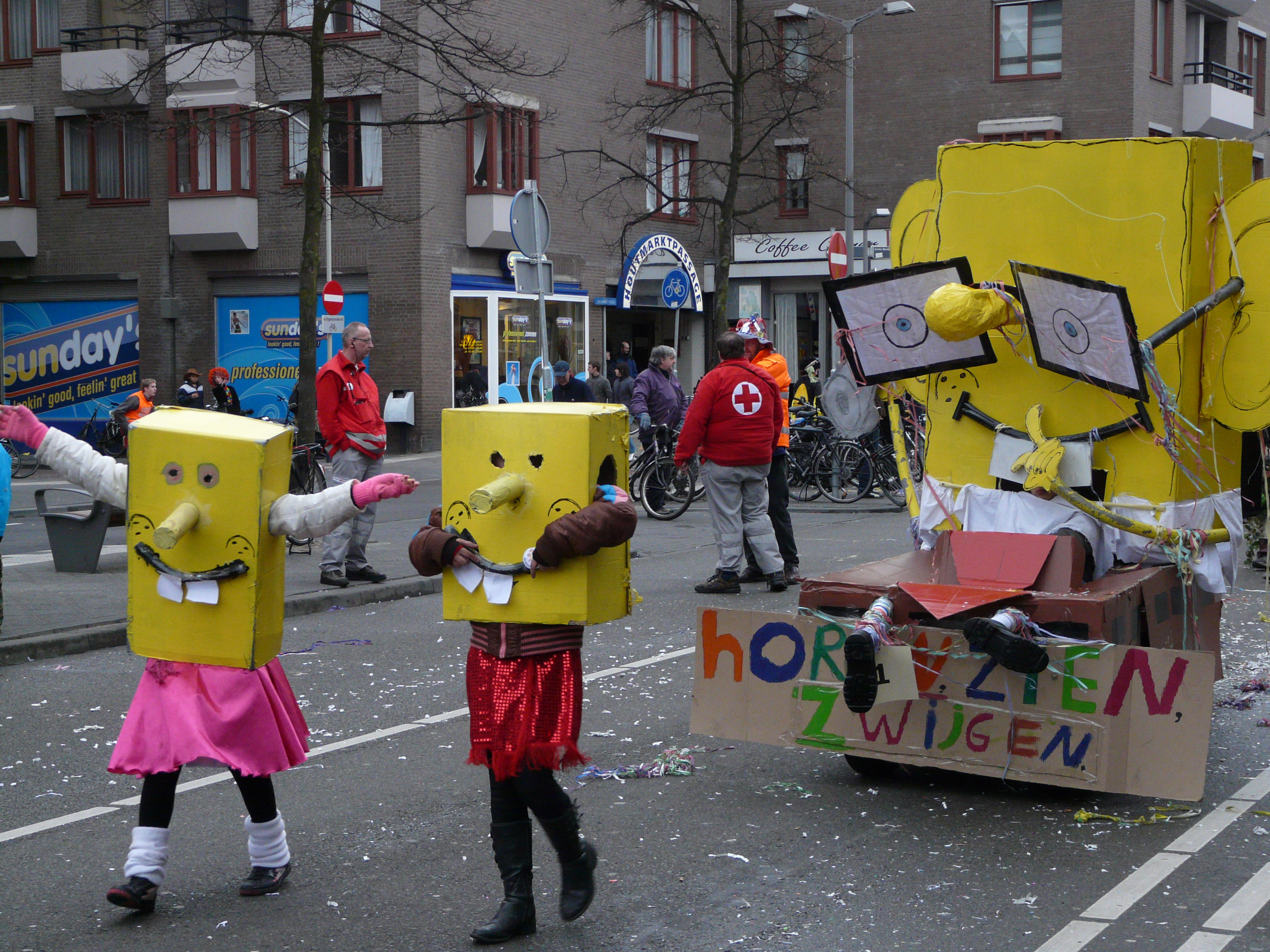